# Nagyvárad villamosvonal-hálózata
Nagyvárad villamosvonal-hálózata összesen 8 vonalból áll, melyeken 37 megálló található. A hálózat teljes hossza 23,45  km. Üzemeltetője az Oradea Transport Local (OTL).
Nagyváradon 1906. április 5-én indult be a villamos-közlekedés. Ez idő tájt jelentek meg az első villamos mozdonyok is. Nagy István nagyváradi tanár gyermekkora óta megszállottja a Nagyváradon valaha közlekedett ilyen járműveknek. A tömegközlekedési hálózatot a helyi közlekedési vállalat irányítja. Nyolc villamos- (piros 1-es, 3-as és 4-es, fekete 1-es, 3-as és 4-es, illetve 2-es és az új 8-as) és az utóbbi két év hálózatbővítései után már 20 városi autóbuszvonal (10, 11, 12, 13, 14, 15, 16, 16 T, 17, 18, 19, 20, 21, 22, 23, 24, 25, 26,27,28) és egy nemzetközi vonal (Nagyvárad-Szőlős végállomás-Biharkeresztes vasútállomás) van.
A vágányok normál nyomtávolságúak, az áramellátás felsővezetékről történik, a feszültség 600 V egyenáram. 
A hálózaton Tatra KT4DM (30 db, amiből 28 db közlekedik), Siemens ULF (10 db), Astra Imperio villamosok (24 db), és egy Tatra T4D-ZR (kétirányúvá alakított motorkocsi)  közlekednek, ezek emellett szükség esetén még bevethető 4 Tatra T4 szerelvény is (motorkocsi+pótkocsi).
2025-ben további 6 egyirányú, és  3 kétirányú Astra Imperio beszerzése van folyamatban, uniós forrásból (ezekből három már közlekedik, a negyedik is megérkezett már).
2021-ben a város déli részén új vonalszakaszt helyeztek üzembe, amely közel 4 km hosszú, a 2-es vonalból ágazik ki, egy új kocsiszíni kijárattal. A vágányok jelentős része füvesített, az új rész a városban zajló építkezések miatt  üzemi kapcsolatként is szolgál. A szakaszon 5-ös és 7-es számmal közlekednek a szerelvények.
2021 őszén új, ideiglenes körjáratok indultak a felújítások miatt, 9-es és 10-es számmal Őssi és a belváros között. Utóbbi számozása azonban nem szerencsés, ugyanis a város autóbuszjáratainak számozása pont a 10-es járattal kezdődik, ami szintén Őssiben végállomásozik.
2024 februárjában újraszámozták a járatokat, 1-től 8-ig.
2025-ben a villamosok fő színei a piros, kék illetve sárga - a piros és a kék Nagyvárad színei (az új járművek mert ez a kombinációt kapják), a Tatra villamosok még korábbi szolgálati helyükön, Berlinben sárgultak be a felújitásukat követően, a Siemens ULF-ek pedig eredetileg egy bécsi rendelésből lettek átcsoportosítva, ezért lettek végül pirosak, amit meghagytak (az eredeti elképzelés szerint ezek is piros-kék festést kaptak volna).
A korábbi villamosok (Timiș, Tatra KT4, Tatra T4 ) festését nagyban befolyásolták az azon hirdető cégek színei, az NHKV (román mozaikszóval OTL), ugyanis a reklámbevételekből is a vállalat működtetését, és a villamosok karbantartását finanszírozta.

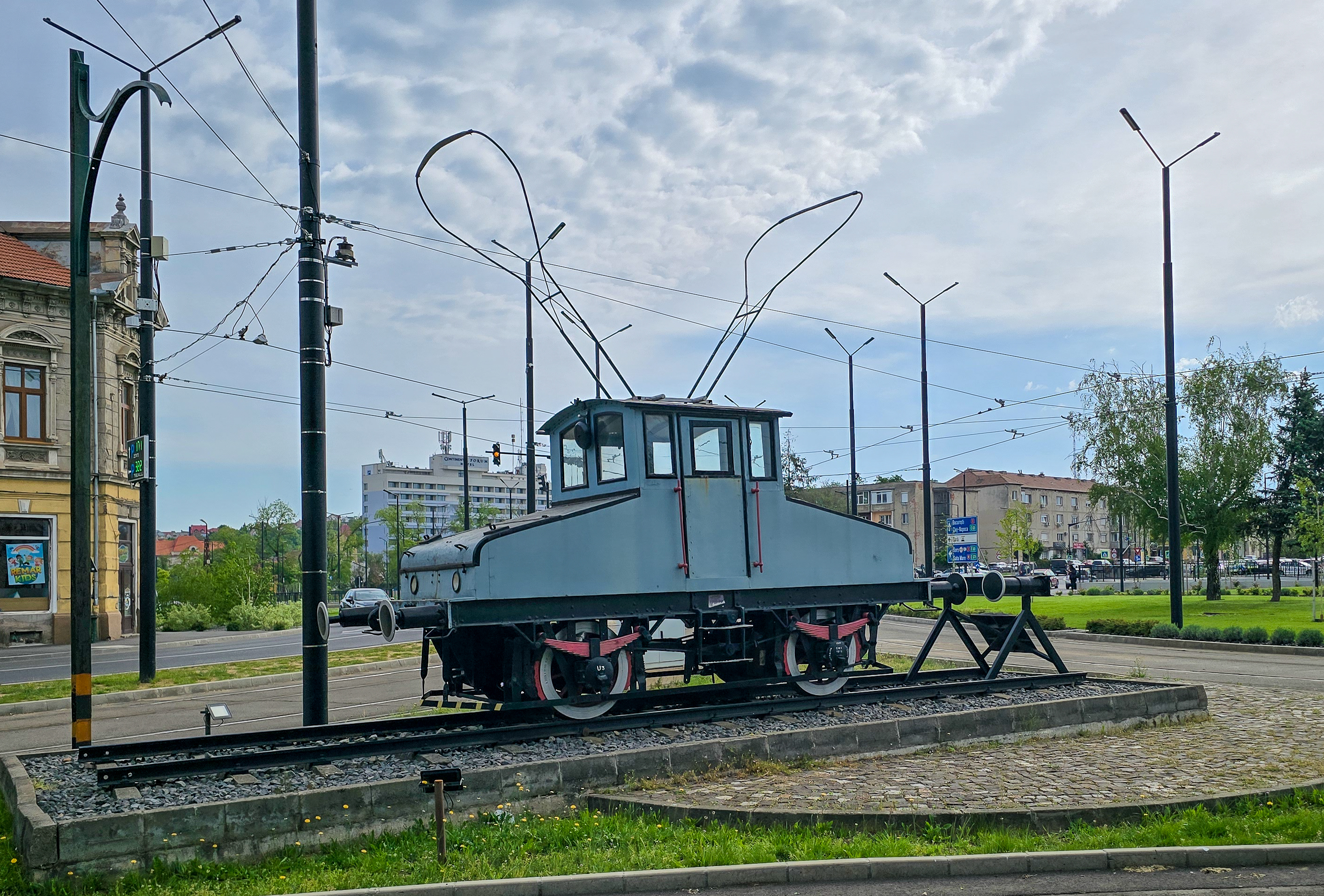
Műemlék tehervillamos 1906-ból
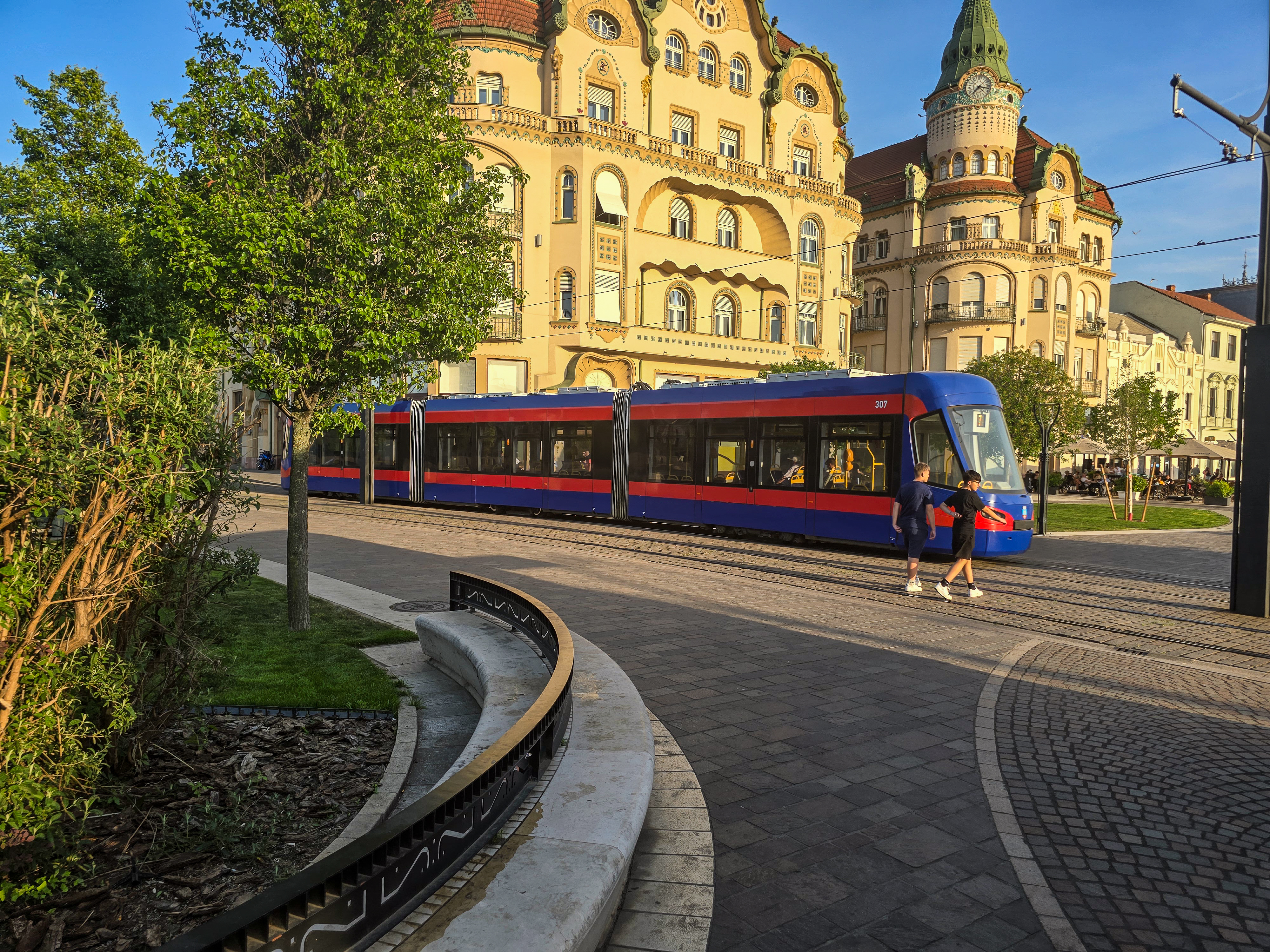
Kék villamos
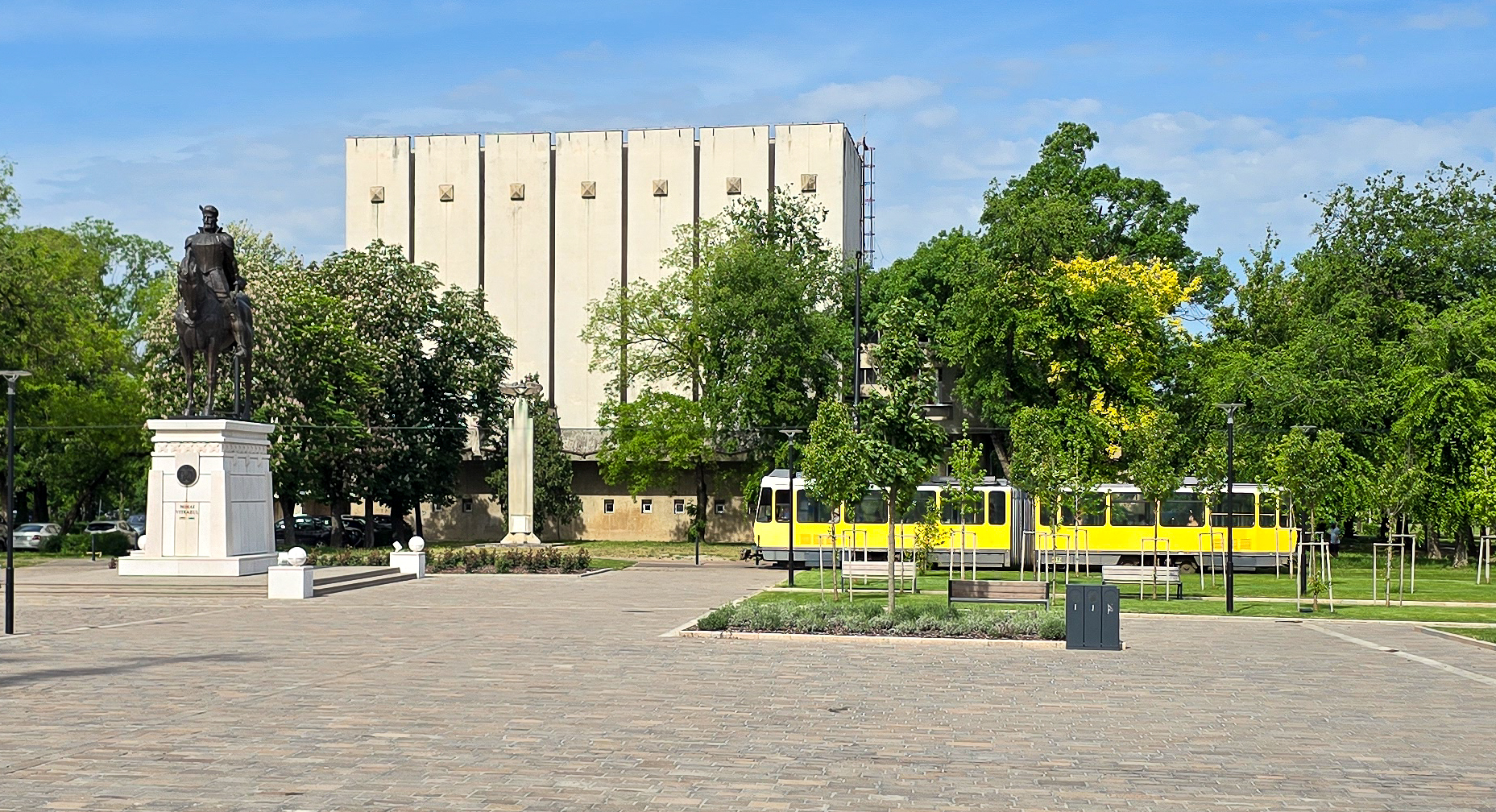
Sárga villamos
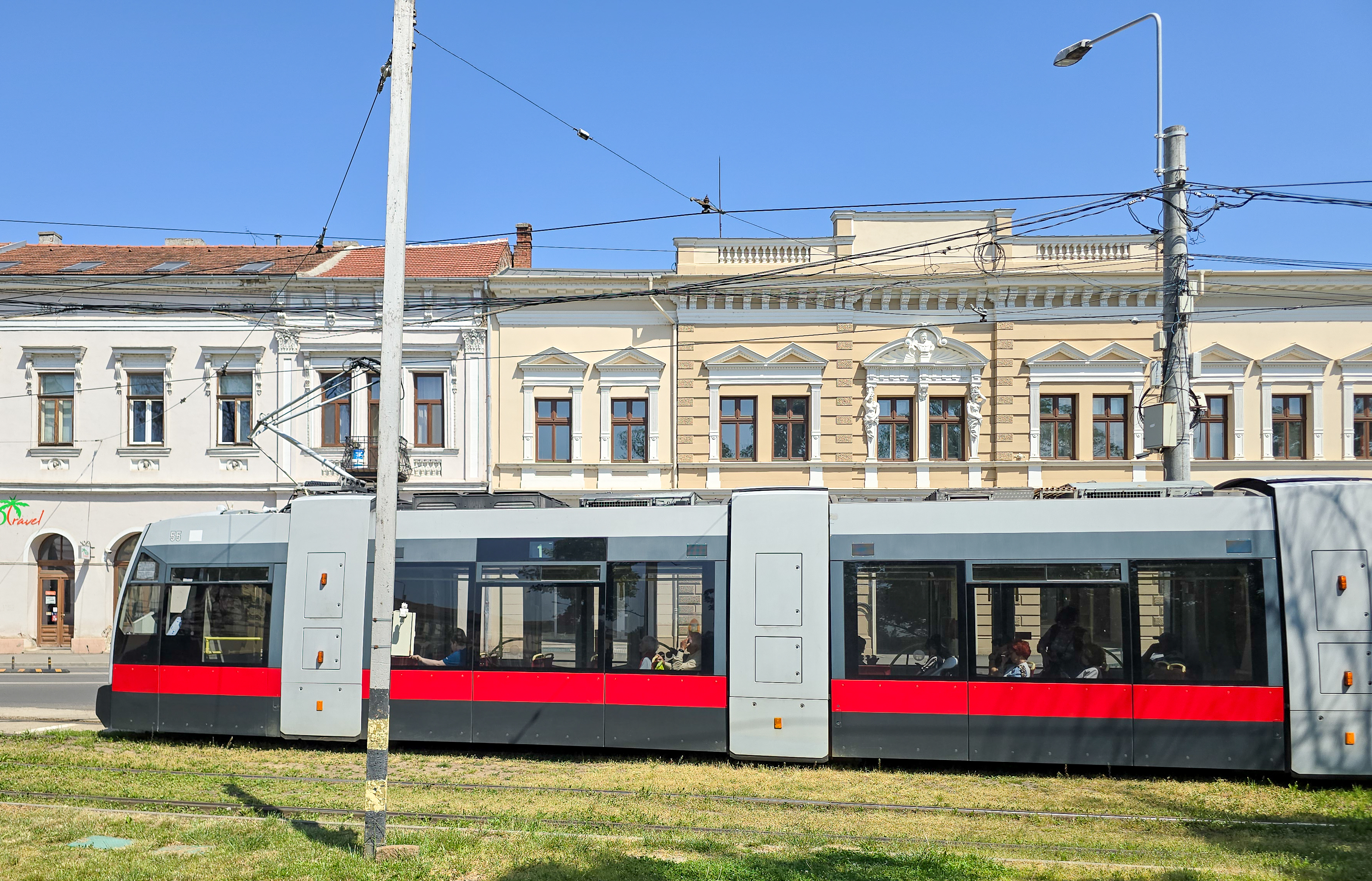
Piros villamos